# Gagny

Położenie Gagny w ramach aglomeracji paryskiej

Gagny – miejscowość i gmina we Francji, w regionie Île-de-France, w departamencie Sekwana-Saint-Denis.
Według danych na rok 1990 gminę zamieszkiwało 36 059 osób, a gęstość zaludnienia wynosiła 5280 osób/km² (wśród 1287 gmin regionu Île-de-France Gagny plasuje się na 58. miejscu pod względem liczby ludności, natomiast pod względem powierzchni na miejscu 561.).

## Współpraca
- Minden, Niemcy
- Charlottenburg-Wilmersdorf, Niemcy
- Tavarnelle Val di Pesa, Włochy
- Sutton, Wielka Brytania
- Gladsaxe, Dania